# Seznam zápasů ruské fotbalové reprezentace na Mistrovství Evropy
Ruská fotbalová reprezentace byla celkem 6x na mistrovstvích Evropy ve fotbale a to v letech 1996, 2004, 2008, 2012, 2016, 2021.
- Aktualizace po ME 2021 – Počet utkání – 20 – Vítězství – 6x – Remízy – 4x – Prohry – 10x

| Číslo | Soupeř      | Výsledek | ME      | Fáze turnaje       | Góly Ruska                                              |
| ----- | ----------- | -------- | ------- | ------------------ | ------------------------------------------------------- |
| 1.    | Itálie      | 1 – 2    | ME 1996 | základní skupina C | Ilja Cymbalar                                           |
| 2.    | Německo     | 0 – 3    | ME 1996 | základní skupina C | Ne                                                      |
| 3.    | Česko       | 3 – 3    | ME 1996 | základní skupina C | Alexandr Mostovoj, Omari Tetradze, Vladimir Běsčastnych |
| 4.    | Španělsko   | 0 – 1    | ME 2004 | základní skupina A | Ne                                                      |
| 5.    | Portugalsko | 0 – 2    | ME 2004 | základní skupina A | Ne                                                      |
| 6.    | Řecko       | 2 – 1    | ME 2004 | základní skupina A | Dmitrij Kiričenko, Dmitrij Bulykin                      |
| 7.    | Španělsko   | 1 – 4    | ME 2008 | základní skupina D | Roman Pavljučenko                                       |
| 8.    | Řecko       | 1 – 0    | ME 2008 | základní skupina D | Konstantin Zyrjanov                                     |
| 9.    | Švédsko     | 2 – 0    | ME 2008 | základní skupina D | Roman Pavljučenko, Andrej Aršavin                       |
| 10.   | Nizozemsko  | 3 – 1 PP | ME 2008 | čtvrtfinále        | Roman Pavljučenko, Dmitrij Torbinskij, Andrej Aršavin   |
| 11.   | Španělsko   | 0 – 3    | ME 2008 | semifinále         | Ne                                                      |
| 12.   | Česko       | 4 – 1    | ME 2012 | základní skupina A | 2x Alan Dzagojev, Roman Širokov, Roman Pavljučenko      |
| 13.   | Polsko      | 1 – 1    | ME 2012 | základní skupina A | Alan Dzagojev                                           |
| 14.   | Řecko       | 0 – 1    | ME 2012 | základní skupina A | Ne                                                      |
| 15.   | Anglie      | 1 – 1    | ME 2016 | základní skupina B | Vasilij Berezuckij                                      |
| 16.   | Slovensko   | 1 – 2    | ME 2016 | základní skupina B | Děnis Glušakov                                          |
| 17.   | Wales       | 0 – 3    | ME 2016 | základní skupina B | Ne                                                      |
| 18.   | Belgie      | 0 – 3    | ME 2021 | základní skupina B | Ne                                                      |
| 19.   | Finsko      | 1 – 0    | ME 2021 | základní skupina B | Alexej Mirančuk                                         |
| 20.   | Dánsko      | 1 – 1    | ME 2021 | základní skupina B | Arťom Dzjuba (penalta)                                  |